# Leonardo Murialdo
Leonardo Murialdo Rho (26 d'octubre de 1828, Torí - 30 de març de 1900, ibidem) fou un sacerdot italià fundador de la Congregació de Sant Josep.

## Biografia
Nasqué al si d'una família cristiana, essent el petit de sis germans. El seu pare era agent de canvi i morí quan ell tenia cinc anys. Durant una experiència profunda d'oració, Murialdo sentí en el seu cor el desig de consagrar-se al Senyor totalment. Pensà a ingressar en un convent de Caputxins, però el seu guia espiritual li feu comprendre que no era aquesta la voluntat de Déu, i li aconsellà entrar més aviat en un seminari.
Estudià al Col·legi dels Pares Escolapis de Savona des del 1836 fins al 1843, i després entrà a la Universitat de Torí per estudiar-hi teologia, on es graduà el 1850. L'any següent, l'arquebisbe de Torí, Mn. Ferré, l'ordenà sacerdot.
El 1857, essent encara sacerdot diocesà, Murialdo no entrà als Salesians, però col·laborà amb Joan Bosco als oratoris d'aquesta congregació a Torí.
Viatjà a França, on estudià teologia i apologètica al Seminari de Sant Sulpici de París, durant dos anys, i tornà a Itàlia el 1866 per assumir la direcció del Col·legi dels Artesanets de Torí, fundat pel sacerdot italià Joan Cocchi.
Fundà el 1873 la Congregació de Sant Josep, destinada a l'ensenyament de nens i joves. Finalment morí el 1900. Fou beatificat el 1963 i canonitzat el 1970.